# Lymexylon miyakei
Lymexylon miyakei is een keversoort uit de familie Lymexylidae. De wetenschappelijke naam van de soort is voor het eerst geldig gepubliceerd in 1985 door Nakane.